# Brod nad Dyjí
Brod nad Dyjí är en ort i Tjeckien.   Den ligger i regionen Södra Mähren, i den sydöstra delen av landet, 200 km sydost om huvudstaden Prag. Brod nad Dyjí ligger 174 meter över havet och antalet invånare är 494.
Terrängen runt Brod nad Dyjí är huvudsakligen platt, men österut är den kuperad.Runt Brod nad Dyjí är det ganska tätbefolkat, med 83 invånare per kvadratkilometer. Närmaste större samhälle är Mikulov, 10,8 km sydost om Brod nad Dyjí. Trakten runt Brod nad Dyjí består till största delen av jordbruksmark.